# Il posto delle viole/Torneranno gli angeli
Il posto delle viole/Torneranno gli angeli è un singolo di Fiorella Mannoia dell'aprile 1983. Venne pubblicato dalla CGD (Catalogo: CGD 10475 - Matrici: 10475-1N/10475-2N), prodotto da Mario Lavezzi e arrangiato dallo stesso Lavezzi e da Memmo Foresi.

## Tracce
Lato A
1. Il posto delle viole – 3:22 (testo: Oscar Avogadro – musica: Memmo Foresi)

Lato B
1. Torneranno gli angeli – 3:28 (testo: Oscar Avogadro – musica: Mario Lavezzi)

Durata totale: 6 min : 50 s